# اقبال أباد سي سخت (دنا)
اقبال أباد سي سخت (بالفارسية: اقبال‌آباد سی‌سخت) هي قرية تقع في إيران في قسم دنا الريفي. يقدر عدد سكانها بـ 89 نسمة .